# Liste der denkmalgeschützten Objekte in Rattenberg (Tirol)
Die Liste der denkmalgeschützten Objekte in Rattenberg enthält die 103 denkmalgeschützten, unbeweglichen Objekte der Gemeinde Rattenberg.

## Denkmäler
| Foto  |                 | Denkmal | Standort                                                 | Beschreibung | Metadaten |
| ----- | --------------- | --- | -------------------------------------------------------- | --- | --- |
| ja    | Datei hochladen | Kundler Tor (Pründltor) HERIS-ID: 105318 Objekt-ID: 122293 TKK: 115681                                         | bei Bienerstraße 1 Standort KG: Rattenberg               | Teil der Stadtmauer, die Voraussetzung für die Stadterhebung 1393 war. Die Stadtmauer war im Prinzip nur an einer Seite (Richtung Radfeld bzw. Kundl) nötig, weil die Anlage dreiecksförmig war und eine Seite durch die Burganlage und die andere Seite durch den Inn gesichert war. Das ursprüngliche Tor wurde zwischen 1809 und 1814 abgebrochen und durch einen grazilen gemauerten Torbogen mit geschwungenem Giebel ersetzt, der von drei steinernen Kugeln bekrönt wird. Das Kundler Tor bildet die Grenze der Gemeinden Radfeld und Rattenberg.                                                                                         | BDA-Hist.: Q37805124 Status: Bescheid Stand der BDA-Liste: 2025-06-30 Name: Pründl-/Kundler Tor GstNr.: 65 Kundler Tor, Rattenberg                                                                          |
| ja    | Datei hochladen | Binderhaus HERIS-ID: 40068 Objekt-ID: 39960 TKK: 19344                                                         | Bienerstraße 1 Standort KG: Rattenberg                   | Teil des Städteensembles, das 2013 unter Schutz gestellt wurde. Das Ensemble umfasst 107 Objekte, die aus grundbücherlichen Gründen in 105 Baudenkmäler zusammengefasst sind. Konkret handelt es sich um 86 typologische Stadthäuser, zwei Stadttore, eine Burg, eine Spitalskirche, ein Kloster, drei Neubauten, zehn Kleindenkmäler und einen Pfarrbezirk mit Pfarrkirche, ehemaligem Friedhof, Mesnerhaus und Pfarrhof. | BDA-Hist.: Q37992606 Status: Bescheid Stand der BDA-Liste: 2025-06-30 Name: Binderhaus GstNr.: .95 Bienerstraße 1 (Rattenberg)                                                                              |
| ja    | Datei hochladen | Weberhaus HERIS-ID: 100453 Objekt-ID: 116681 TKK: 19345seit 2013                                               | Bienerstraße 2 Standort KG: Rattenberg                   | Teil des Städteensembles, siehe Bienerstraße 1. | BDA-Hist.: Q37784387 Status: Bescheid Stand der BDA-Liste: 2025-06-30 Name: Weberhaus GstNr.: .94 Bienerstraße 2 (Rattenberg)                                                                               |
| ja    | Datei hochladen | Glaserhaus HERIS-ID: 100454 Objekt-ID: 116682 TKK: 19346seit 2013                                              | Bienerstraße 3 Standort KG: Rattenberg                   | Teil des Städteensembles, siehe Bienerstraße 1. | BDA-Hist.: Q37784397 Status: Bescheid Stand der BDA-Liste: 2025-06-30 Name: Glaserhaus GstNr.: .93 Bienerstraße 3 (Rattenberg)                                                                              |
| ja    | Datei hochladen | Glaserbründl HERIS-ID: 107519 Objekt-ID: 124860 TKK: 115682                                                    | gegenüber Bienerstraße 3 Standort KG: Rattenberg         | | BDA-Hist.: Q37810394 Status: Bescheid Stand der BDA-Liste: 2025-06-30 Name: Glaserbründl GstNr.: 65 Glaserbründl (Rattenberg)                                                                               |
| ja    | Datei hochladen | Ehem. Benefiziatenhaus HERIS-ID: 40069 Objekt-ID: 39961 TKK: 19347                                             | Bienerstraße 4 Standort KG: Rattenberg                   | Teil des Städteensembles, siehe Bienerstraße 1. | BDA-Hist.: Q37992616 Status: Bescheid Stand der BDA-Liste: 2025-06-30 Name: Ehem. Benefiziatenhaus GstNr.: .92 Bienerstraße 4 (Rattenberg)                                                                  |
| ja    | Datei hochladen | Hafnerhaus HERIS-ID: 100455 Objekt-ID: 116683 TKK: 19348seit 2013                                              | Bienerstraße 5 Standort KG: Rattenberg                   | Teil des Städteensembles, siehe Bienerstraße 1. | BDA-Hist.: Q37784405 Status: Bescheid Stand der BDA-Liste: 2025-06-30 Name: Hafnerhaus GstNr.: .91 Bienerstraße 5 (Rattenberg)                                                                              |
| ja    | Datei hochladen | Bürgerhaus HERIS-ID: 111830 Objekt-ID: 129840 TKK: 121894seit 2013                                             | Bienerstraße 6 Standort KG: Rattenberg                   | Teil des Städteensembles, siehe Bienerstraße 1. | BDA-Hist.: Q37827014 Status: Bescheid Stand der BDA-Liste: 2025-06-30 Name: Bürgerhaus GstNr.: .96 |
| ja    | Datei hochladen | Burgruine Rattenberg und Reste der Stadtbefestigung HERIS-ID: 58929 Objekt-ID: 69822 TKK: 19341                | Bienerstraße 6, in der Nähe Standort KG: Rattenberg      | Die Burg wurde urkundlich erstmals 1254 erwähnt und war die wichtigste Befestigungsanlage des Herzogtums Bayern im Unterinntal. Unter Kaiser Maximilian I. kam sie 1504 endgültig zu Tirol und Österreich. Anfang des 16. Jahrhunderts wurde sie erweitert sowie verstärkt und erhielt damit ihren heutigen Umfang. 1782 wurde die teils verfallene Burg an Privat verkauft und „ausgeschlachtet“. 1905 erwarb die Stadtgemeinde die Burgruine und seit 1980 betreibt diese verstärkt Sicherungs- und Restaurierungsarbeiten. | BDA-Hist.: Q38085295 Status: Bescheid Stand der BDA-Liste: 2025-06-30 Name: Burgruine Rattenberg und Reste der Stadtbefestigung GstNr.: 45, 49 Burgruine Rattenberg                                         |
| ja    | Datei hochladen | Altes Schulhaus, ehem. Gasthof Zur Goldenen Rose HERIS-ID: 55816 Objekt-ID: 64673 TKK: 19362                   | Bienerstraße 10 Standort KG: Rattenberg                  | Teil des Städteensembles, siehe Bienerstraße 1. | BDA-Hist.: Q38068042 Status: Bescheid Stand der BDA-Liste: 2025-06-30 Name: Altes Schulhaus, ehem. Gasthof Zur Goldenen Rose GstNr.: .84                                                                    |
| ja    | Datei hochladen | Buchbinderhaus HERIS-ID: 100460 Objekt-ID: 116688 TKK: 19363seit 2013                                          | Bienerstraße 11 Standort KG: Rattenberg                  | Teil des Städteensembles, siehe Bienerstraße 1. | BDA-Hist.: Q37784419 Status: Bescheid Stand der BDA-Liste: 2025-06-30 Name: Buchbinderhaus GstNr.: .85 |
| ja    | Datei hochladen | Hinteres Stöckl HERIS-ID: 100461 Objekt-ID: 116689 TKK: 19361seit 2013                                         | Bienerstraße 12 Standort KG: Rattenberg                  | Teil des Städteensembles, siehe Bienerstraße 1. | BDA-Hist.: Q37784428 Status: Bescheid Stand der BDA-Liste: 2025-06-30 Name: Hinteres Stöckl GstNr.: .83/2                                                                                                   |
| ja    | Datei hochladen | Bürgerhaus HERIS-ID: 105350 Objekt-ID: 122328 TKK: 19350seit 2013                                              | Bienerstraße 78 Standort KG: Rattenberg                  | Teil des Städteensembles, siehe Bienerstraße 1. | BDA-Hist.: Q37805211 Status: Bescheid Stand der BDA-Liste: 2025-06-30 Name: Bürgerhaus GstNr.: .13 |
| ja    | Datei hochladen | Bürgerhaus HERIS-ID: 100990 Objekt-ID: 117273 TKK: 19351seit 2013                                              | Bienerstraße 79 Standort KG: Rattenberg                  | Teil des Städteensembles, siehe Bienerstraße 1. | BDA-Hist.: Q35858365 Status: Bescheid Stand der BDA-Liste: 2025-06-30 Name: Bürgerhaus GstNr.: .12 |
| ja    | Datei hochladen | Bürgerhaus HERIS-ID: 111808 Objekt-ID: 129818 TKK: 19352seit 2013                                              | Bienerstraße 80 Standort KG: Rattenberg                  | Teil des Städteensembles, siehe Bienerstraße 1. | BDA-Hist.: Q37826835 Status: Bescheid Stand der BDA-Liste: 2025-06-30 Name: Bürgerhaus GstNr.: .11 |
| ja    | Datei hochladen | Bürgerhaus HERIS-ID: 100991 Objekt-ID: 117274 TKK: 19353seit 2013                                              | Bienerstraße 81-82 Standort KG: Rattenberg               | Teil des Städteensembles, siehe Bienerstraße 1. | BDA-Hist.: Q37786335 Status: Bescheid Stand der BDA-Liste: 2025-06-30 Name: Bürgerhaus GstNr.: .10, .9 |
| ja    | Datei hochladen | Bürgerhaus HERIS-ID: 100992 Objekt-ID: 117275 TKK: 19354seit 2013                                              | Bienerstraße 83 Standort KG: Rattenberg                  | Teil des Städteensembles, siehe Bienerstraße 1. | BDA-Hist.: Q37786343 Status: Bescheid Stand der BDA-Liste: 2025-06-30 Name: Bürgerhaus GstNr.: .8 |
| ja    | Datei hochladen | Gasthof Ledererbräu mit Stöcklgebäude HERIS-ID: 40070 Objekt-ID: 39962 TKK: 19356                              | Bienerstraße 84 Standort KG: Rattenberg                  | Teil des Städteensembles, siehe Bienerstraße 1. | BDA-Hist.: Q37992622 Status: Bescheid Stand der BDA-Liste: 2025-06-30 Name: Gasthof Ledererbräu mit Stöcklgebäude GstNr.: .7/1, .7/2, .6/2 Bienerstraße 84 (Rattenberg)                                     |
| ja    | Datei hochladen | Bürgerhaus HERIS-ID: 100993 Objekt-ID: 117276 TKK: 19358seit 2013                                              | Bienerstraße 85 Standort KG: Rattenberg                  | Teil des Städteensembles, siehe Bienerstraße 1. | BDA-Hist.: Q37786353 Status: Bescheid Stand der BDA-Liste: 2025-06-30 Name: Bürgerhaus GstNr.: .6/1 Bienerstraße 85 (Rattenberg)                                                                            |
| ja BW | Datei hochladen | Kath. Pfarrkirche hl. Virgil und ehem. Friedhof HERIS-ID: 104692 Objekt-ID: 121560 TKK: 3501, 142109           | gegenüber Bienerstraße 85 Standort KG: Rattenberg        | Ein in erhöhter Lage errichteter gotischer Sakralbau, der im 18. Jahrhundert barockisiert wurde. | BDA-Hist.: Q1703634 Status: Bescheid Stand der BDA-Liste: 2025-06-30 Name: Kath. Pfarrkirche hl. Virgil und ehem. Friedhof GstNr.: .89, 34 Saint Virgilius in Rattenberg (Tirol)                            |
| ja    | Datei hochladen | Abrahamshaus HERIS-ID: 40071 Objekt-ID: 39963 TKK: 19357                                                       | Bienerstraße 86 Standort KG: Rattenberg                  | Teil des Städteensembles, siehe Bienerstraße 1. | BDA-Hist.: Q37992628 Status: Bescheid Stand der BDA-Liste: 2025-06-30 Name: Abrahamshaus GstNr.: .5/1 Rattenberg (Tirol), Bürgerhaus Bienerstraße 86                                                        |
| ja    | Datei hochladen | Widum Rattenberg mit Stöcklgebäude (sog. Frühmesserhaus) HERIS-ID: 55817 Objekt-ID: 64674 TKK: 19359           | Bienerstraße 87 Standort KG: Rattenberg                  | Teil des Städteensembles, siehe Bienerstraße 1. | BDA-Hist.: Q38068052 Status: Bescheid Stand der BDA-Liste: 2025-06-30 Name: Widum Rattenberg mit Stöcklgebäude (sog. Frühmesserhaus) GstNr.: .4                                                             |
| ja    | Datei hochladen | Bürgerhaus HERIS-ID: 111832 Objekt-ID: 129845 TKK: 121906seit 2013                                             | Bienerstraße 89 Standort KG: Rattenberg                  | Teil des Städteensembles, siehe Bienerstraße 1. | BDA-Hist.: Q37827034 Status: Bescheid Stand der BDA-Liste: 2025-06-30 Name: Bürgerhaus GstNr.: .2 |
| ja    | Datei hochladen | Bürgerhaus HERIS-ID: 111831 Objekt-ID: 129844 TKK: 121904seit 2013                                             | Bienerstraße 90 Standort KG: Rattenberg                  | Teil des Städteensembles, siehe Bienerstraße 1. | BDA-Hist.: Q37827024 Status: Bescheid Stand der BDA-Liste: 2025-06-30 Name: Bürgerhaus GstNr.: .1 |
| ja    | Datei hochladen | Ehem. Gasthof zum Schwarzen Adler HERIS-ID: 100983 Objekt-ID: 117265 TKK: 19386seit 2013                       | Hassauerstraße 69 Standort KG: Rattenberg                | Teil des Städteensembles, siehe Bienerstraße 1. | BDA-Hist.: Q37786293 Status: Bescheid Stand der BDA-Liste: 2025-06-30 Name: Ehem. Gasthof zum Schwarzen Adler GstNr.: .30                                                                                   |
| ja    | Datei hochladen | Stadtbrunnen/Notburgabrunnen HERIS-ID: 101039 Objekt-ID: 117332 TKK: 19430                                     | bei Hassauerstraße 69 Standort KG: Rattenberg            | | BDA-Hist.: Q37786440 Status: Bescheid Stand der BDA-Liste: 2025-06-30 Name: Stadtbrunnen/ Notburgabrunnen GstNr.: 64/3 Notburgabrunnen, Rattenberg                                                          |
| ja    | Datei hochladen | Bürgerhaus HERIS-ID: 100984 Objekt-ID: 117266 TKK: 19364seit 2013                                              | Hassauerstraße 70 Standort KG: Rattenberg                | Teil des Städteensembles, siehe Bienerstraße 1. | BDA-Hist.: Q37786304 Status: Bescheid Stand der BDA-Liste: 2025-06-30 Name: Bürgerhaus GstNr.: .29 Hassauerstraße 70 (Rattenberg)                                                                           |
| ja    | Datei hochladen | Ehem. Bürgerspital HERIS-ID: 60368 Objekt-ID: 72655 TKK: 19343                                                 | Hassauerstraße 72 Standort KG: Rattenberg                | ´ | BDA-Hist.: Q38091680 Status: Bescheid Stand der BDA-Liste: 2025-06-30 Name: Ehem. Bürgerspital GstNr.: .19                                                                                                  |
| ja    | Datei hochladen | Spitalskirche Hl. Geist HERIS-ID: 104701 Objekt-ID: 121572 TKK: 19338                                          | neben Hassauerstraße 72 Standort KG: Rattenberg          | | BDA-Hist.: Q37801652 Status: Bescheid Stand der BDA-Liste: 2025-06-30 Name: Spitalskirche Hl. Geist GstNr.: .20 Spitalskirche Hl. Geist, Rattenberg                                                         |
| ja    | Datei hochladen | Spitalsbrunnen HERIS-ID: 105374 Objekt-ID: 122353 TKK: 19432                                                   | bei Hassauerstraße 72 Standort KG: Rattenberg            | | BDA-Hist.: Q37805281 Status: Bescheid Stand der BDA-Liste: 2025-06-30 Name: Spitalsbrunnen GstNr.: 64/3 |
| ja    | Datei hochladen | Bürgerhaus HERIS-ID: 100985 Objekt-ID: 117268 TKK: 19366seit 2013                                              | Hassauerstraße 73 Standort KG: Rattenberg                | Teil des Städteensembles, siehe Bienerstraße 1. | BDA-Hist.: Q37786314 Status: Bescheid Stand der BDA-Liste: 2025-06-30 Name: Bürgerhaus GstNr.: .18 |
| ja    | Datei hochladen | Ehem. Gasthof Zur Krone HERIS-ID: 40072 Objekt-ID: 39964 TKK: 19369, 19367                                     | Hassauerstraße 74-75 Standort KG: Rattenberg             | Teil des Städteensembles, siehe Bienerstraße 1. | BDA-Hist.: Q37992636 Status: Bescheid Stand der BDA-Liste: 2025-06-30 Name: Ehem. Gasthof Zur Krone GstNr.: .17, .16 Hassauerstraße 74, 75 (Rattenberg)                                                     |
| ja    | Datei hochladen | Bezirksgericht HERIS-ID: 55818 Objekt-ID: 64676 TKK: 19391, 19413                                              | Hassauerstraße 76-77 Standort KG: Rattenberg             | Das Bezirksgericht ist ein mächtiges viergeschoßiges Doppelhaus mit steilen, um zwei Innenhöfe gruppierten Satteldächern und breiter zwölfachsiger Straßenfassade. Der vierseitige Polygonalerker hat einen über das Dach reichenden Uhrturm mit steilem Zeltdach. Sämtliche Fenster haben Hohlkehlen und Putzfaschen. Das Haus hat ein segmentbogiges Marmorportal. Die Straßendurchfahrt im südlichen Teil (so genanntes neues Tor) wurde 1953 ausgebrochen. Im Lichthof segmentbogige Arkaden. Im Inneren sind trotz der zahlreichen Umbauten eine Reihe qualitätsvoller Baudetails erhalten. Teil des Städteensembles, siehe Bienerstraße 1. | BDA-Hist.: Q38068062 Status: Bescheid Stand der BDA-Liste: 2025-06-30 Name: Bezirksgericht GstNr.: .14, .15 Hassauerstraße 76, 77 (Rattenberg)                                                              |
| ja    | Datei hochladen | Bürgerhaus HERIS-ID: 40073 Objekt-ID: 39965 TKK: 19370                                                         | Inngasse 52 Standort KG: Rattenberg                      | Teil des Städteensembles, siehe Bienerstraße 1. | BDA-Hist.: Q37992646 Status: Bescheid Stand der BDA-Liste: 2025-06-30 Name: Bürgerhaus GstNr.: .34 |
| ja    | Datei hochladen | Bürgerhaus HERIS-ID: 100671 Objekt-ID: 116939 TKK: 19372seit 2013                                              | Inngasse 53 Standort KG: Rattenberg                      | Teil des Städteensembles, siehe Bienerstraße 1. | BDA-Hist.: Q37785195 Status: Bescheid Stand der BDA-Liste: 2025-06-30 Name: Bürgerhaus GstNr.: .36 |
| ja    | Datei hochladen | Weißgerberhaus HERIS-ID: 40074 Objekt-ID: 39966 TKK: 19371                                                     | Inngasse 54 Standort KG: Rattenberg                      | Teil des Städteensembles, siehe Bienerstraße 1. | BDA-Hist.: Q37992657 Status: Bescheid Stand der BDA-Liste: 2025-06-30 Name: Weißgerberhaus GstNr.: .37 |
| ja    | Datei hochladen | Kupferschmiedhaus HERIS-ID: 111838 Objekt-ID: 129852 TKK: 121015seit 2013                                      | Inngasse 55 Standort KG: Rattenberg                      | Teil des Städteensembles, siehe Bienerstraße 1. | BDA-Hist.: Q37827068 Status: Bescheid Stand der BDA-Liste: 2025-06-30 Name: Kupferschmiedhaus GstNr.: .42                                                                                                   |
| ja    | Datei hochladen | Ehem. Badhaus HERIS-ID: 100976 Objekt-ID: 117258 TKK: 19373seit 2013                                           | Inngasse 58 Standort KG: Rattenberg                      | Teil des Städteensembles, siehe Bienerstraße 1. | BDA-Hist.: Q37786207 Status: Bescheid Stand der BDA-Liste: 2025-06-30 Name: Ehem. Badhaus GstNr.: .39 |
| ja    | Datei hochladen | Bürgerhaus, Inntor/alter Stadtturm, ehem. Brückentorturm HERIS-ID: 40076 Objekt-ID: 39968 TKK: 19375           | Inngasse 59 Standort KG: Rattenberg                      | Teil des Städteensembles, siehe Bienerstraße 1. | BDA-Hist.: Q37992681 Status: Bescheid Stand der BDA-Liste: 2025-06-30 Name: Bürgerhaus, Inntor/alter Stadtturm, ehem. Brückentorturm GstNr.: .38 Rattenberg (Tirol), Inntor                                 |
| ja    | Datei hochladen | Ehem. Klosterstöckl, Tischlerhaus HERIS-ID: 100977 Objekt-ID: 117259 TKK: 19376seit 2013                       | Inngasse 60 Standort KG: Rattenberg                      | Teil des Städteensembles, siehe Bienerstraße 1. | BDA-Hist.: Q37786214 Status: Bescheid Stand der BDA-Liste: 2025-06-30 Name: Ehem. Klosterstöckl, Tischlerhaus GstNr.: .23                                                                                   |
| ja    | Datei hochladen | Bürgerhaus HERIS-ID: 100978 Objekt-ID: 117260 TKK: 19378seit 2013                                              | Inngasse 61 Standort KG: Rattenberg                      | Teil des Städteensembles, siehe Bienerstraße 1. | BDA-Hist.: Q37786236 Status: Bescheid Stand der BDA-Liste: 2025-06-30 Name: Bürgerhaus GstNr.: .24 |
| ja    | Datei hochladen | Gasthof Zur Traube HERIS-ID: 40077 Objekt-ID: 39969 TKK: 19377                                                 | Klostergasse 62 Standort KG: Rattenberg                  | Teil des Städteensembles, siehe Bienerstraße 1. | BDA-Hist.: Q37992690 Status: Bescheid Stand der BDA-Liste: 2025-06-30 Name: Gasthof Zur Traube GstNr.: .25 Rattenberg (Tirol), Gasthaus zur Traube                                                          |
| ja    | Datei hochladen | Neue Mittelschule HERIS-ID: 111927 Objekt-ID: 129962 TKK: 83585seit 2013                                       | Klostergasse 63 Standort KG: Rattenberg                  | Der Erweiterungsbau zur Hauptschule in Rattenberg ist ein schmaler Stahlbetonbau von Architekt Daniel Fügenschuh und wurde von 2010 bis 2011 errichtet. 2012 erhielt der Bau eine Auszeichnung des Landes Tirol für Neues Bauen. | BDA-Hist.: Q37827675 Status: Bescheid Stand der BDA-Liste: 2025-06-30 Name: Erweiterungsbau Hauptschule GstNr.: .108, .109                                                                                  |
| ja    | Datei hochladen | Schule, Turnsaaltrakt HERIS-ID: 111928 Objekt-ID: 129963 TKK: 121901seit 2013                                  | Klostergasse 63 Standort KG: Rattenberg                  | Teil des Städteensembles, siehe Bienerstraße 1. | BDA-Hist.: Q37827686 Status: Bescheid Stand der BDA-Liste: 2025-06-30 Name: Schule, Turnsaaltrakt GstNr.: 14                                                                                                |
| ja    | Datei hochladen | Ehem. Augustiner- /Servitenkloster mit Kirche hl. Augustinus HERIS-ID: 58928 Objekt-ID: 69821 TKK: 19342, 3502 | Klostergasse 63 und 94 Standort KG: Rattenberg           | Das Augustiner-Serviten-Kloster bestand von 1384 bis 1971. Seit 1993 ist darin ein Museum untergebracht, in dem Tiroler Kunstschätze aus neun Jahrhunderten ausgestellt sind. | BDA-Hist.: Q38085280 Status: Bescheid Stand der BDA-Liste: 2025-06-30 Name: Ehem. Augustiner- /Servitenkloster mit Kirche hl. Augustinus GstNr.: .21, 64/3, .22/1, .22/2, .22/3 Augustinermuseum Rattenberg |
| ja    | Datei hochladen | Bürgerhaus HERIS-ID: 100979 Objekt-ID: 117261 TKK: 19379seit 2013                                              | Klostergasse 64 Standort KG: Rattenberg                  | Teil des Städteensembles, siehe Bienerstraße 1. | BDA-Hist.: Q37786247 Status: Bescheid Stand der BDA-Liste: 2025-06-30 Name: Bürgerhaus GstNr.: .27 |
| ja    | Datei hochladen | Ehem. Gasthof Zum Weißen Lamm HERIS-ID: 100980 Objekt-ID: 117262 TKK: 19380seit 2013                           | Klostergasse 65 Standort KG: Rattenberg                  | Teil des Städteensembles, siehe Bienerstraße 1. | BDA-Hist.: Q37786257 Status: Bescheid Stand der BDA-Liste: 2025-06-30 Name: Ehem. Gasthof Zum Weißen Lamm GstNr.: .26                                                                                       |
| ja    | Datei hochladen | Bürgerhaus HERIS-ID: 100981 Objekt-ID: 117263 TKK: 19382seit 2013                                              | Klostergasse 66 Standort KG: Rattenberg                  | Teil des Städteensembles, siehe Bienerstraße 1. | BDA-Hist.: Q37786270 Status: Bescheid Stand der BDA-Liste: 2025-06-30 Name: Bürgerhaus GstNr.: .32 Klostergasse 66 (Rattenberg)                                                                             |
| ja    | Datei hochladen | Notburgahaus, Stettnerhaus HERIS-ID: 40079 Objekt-ID: 39971 TKK: 19384                                         | Klostergasse 67 Standort KG: Rattenberg                  | Teil des Städteensembles, siehe Bienerstraße 1. | BDA-Hist.: Q37992720 Status: Bescheid Stand der BDA-Liste: 2025-06-30 Name: Notburgahaus, Stettnerhaus GstNr.: .33 Notburgahaus, Rattenberg                                                                 |
| ja    | Datei hochladen | Rathausbrunnen HERIS-ID: 111950 Objekt-ID: 129987 TKK: 121905seit 2012                                         | bei Klostergasse 94 Standort KG: Rattenberg              | | BDA-Hist.: Q37827830 Status: Bescheid Stand der BDA-Liste: 2025-06-30 Name: Rathausbrunnen GstNr.: .22/2 Rathausbrunnen (Rattenberg)                                                                        |
| ja    | Datei hochladen | Bürgerhaus HERIS-ID: 111833 Objekt-ID: 129846 TKK: 121895seit 2013                                             | Pfarrgasse 7 Standort KG: Rattenberg                     | Teil des Städteensembles, siehe Bienerstraße 1. | BDA-Hist.: Q37827045 Status: Bescheid Stand der BDA-Liste: 2025-06-30 Name: Bürgerhaus GstNr.: .88 |
| ja    | Datei hochladen | Mesnerhaus HERIS-ID: 55819 Objekt-ID: 64678 TKK: 19388                                                         | Pfarrgasse 8 Standort KG: Rattenberg                     | Teil des Städteensembles, siehe Bienerstraße 1. | BDA-Hist.: Q38068073 Status: Bescheid Stand der BDA-Liste: 2025-06-30 Name: Mesnerhaus GstNr.: .87 |
| ja    | Datei hochladen | Apothekerhaus HERIS-ID: 100457 Objekt-ID: 116685 TKK: 19389seit 2013                                           | Pfarrgasse 9 Standort KG: Rattenberg                     | Teil des Städteensembles, siehe Bienerstraße 1. | BDA-Hist.: Q37784412 Status: Bescheid Stand der BDA-Liste: 2025-06-30 Name: Apothekerhaus GstNr.: .86 |
| ja    | Datei hochladen | Bürgerhaus HERIS-ID: 40078 Objekt-ID: 39970 TKK: 19387                                                         | Pfarrgasse 91 Standort KG: Rattenberg                    | Teil des Städteensembles, siehe Bienerstraße 1. | BDA-Hist.: Q37992708 Status: Bescheid Stand der BDA-Liste: 2025-06-30 Name: Bürgerhaus GstNr.: .80 |
| ja    | Datei hochladen | Rathaus und Veranstaltungszentrum HERIS-ID: 100994 Objekt-ID: 117277 TKK: 19428                                | Pfarrgasse 92 Standort KG: Rattenberg                    | Teil des Städteensembles, siehe Bienerstraße 1. | BDA-Hist.: Q37786365 Status: Bescheid Stand der BDA-Liste: 2025-06-30 Name: Rathaus und Veranstaltungszentrum GstNr.: 33                                                                                    |
| ja    | Datei hochladen | Gasthaus Malerwinkel HERIS-ID: 100995 Objekt-ID: 117278 TKK: 19368                                             | Pfarrgasse 93 Standort KG: Rattenberg                    | Teil des Städteensembles, siehe Bienerstraße 1. | BDA-Hist.: Q37786375 Status: Bescheid Stand der BDA-Liste: 2025-06-30 Name: Gasthaus Malerwinkel GstNr.: 33 Malerwinkel, Rattenberg, Tyrol                                                                  |
| ja    | Datei hochladen | Pradlerhaus HERIS-ID: 40075 Objekt-ID: 39967 TKK: 19374                                                        | Postgasse 56 Standort KG: Rattenberg                     | Teil des Städteensembles, siehe Bienerstraße 1. | BDA-Hist.: Q37992667 Status: Bescheid Stand der BDA-Liste: 2025-06-30 Name: Pradlerhaus GstNr.: .41 |
| ja    | Datei hochladen | Bürgerhaus HERIS-ID: 111839 Objekt-ID: 129853 TKK: 121900seit 2013                                             | Postgasse 57 Standort KG: Rattenberg                     | Teil des Städteensembles, siehe Bienerstraße 1. | BDA-Hist.: Q37827074 Status: Bescheid Stand der BDA-Liste: 2025-06-30 Name: Bürgerhaus GstNr.: .40 |
| ja    | Datei hochladen | Gasthof Schlosskeller, ehem. Blauwirt, Zum Goldenen Stern HERIS-ID: 40080 Objekt-ID: 39972 TKK: 19381          | Südtirolerstraße 13 Standort KG: Rattenberg              | Teil des Städteensembles, siehe Bienerstraße 1. | BDA-Hist.: Q37992732 Status: Bescheid Stand der BDA-Liste: 2025-06-30 Name: Gasthof Schlosskeller, ehem. Blauwirt, Zum Goldenen Stern GstNr.: .83/1 Südtirolerstraße 13 (Rattenberg)                        |
| ja    | Datei hochladen | Platzbräu, ehem. Gasthof Zum weißen Lamm HERIS-ID: 40081 Objekt-ID: 39973 TKK: 19390                           | Südtirolerstraße 14 Standort KG: Rattenberg              | Teil des Städteensembles, siehe Bienerstraße 1. | BDA-Hist.: Q37992736 Status: Bescheid Stand der BDA-Liste: 2025-06-30 Name: Platzbräu, ehem. Gasthof Zum weißen Lamm GstNr.: .82 Südtirolerstraße 14 (Rattenberg)                                           |
| ja    | Datei hochladen | Bürgerhaus, ehem. Handelshaus HERIS-ID: 40082 Objekt-ID: 39974 TKK: 19393                                      | Südtirolerstraße 15 Standort KG: Rattenberg              | Teil des Städteensembles, siehe Bienerstraße 1. | BDA-Hist.: Q37992745 Status: Bescheid Stand der BDA-Liste: 2025-06-30 Name: Bürgerhaus, ehem. Handelshaus GstNr.: .79                                                                                       |
| ja    | Datei hochladen | Ehem. Gasthof Goldener Adler HERIS-ID: 40083 Objekt-ID: 39975 TKK: 19392                                       | Südtirolerstraße 16 Standort KG: Rattenberg              | Teil des Städteensembles, siehe Bienerstraße 1. | BDA-Hist.: Q37992756 Status: Bescheid Stand der BDA-Liste: 2025-06-30 Name: Ehem. Gasthof Goldener Adler GstNr.: 32                                                                                         |
| ja    | Datei hochladen | Bürgerhaus HERIS-ID: 90673 Objekt-ID: 105376 TKK: 19395                                                        | Südtirolerstraße 17 Standort KG: Rattenberg              | Teil des Städteensembles, siehe Bienerstraße 1. | BDA-Hist.: Q37748621 Status: Bescheid Stand der BDA-Liste: 2025-06-30 Name: Bürgerhaus GstNr.: .77 |
| ja    | Datei hochladen | Bürgerhaus HERIS-ID: 100465 Objekt-ID: 116693 TKK: 19394seit 2013                                              | Südtirolerstraße 18 Standort KG: Rattenberg              | Teil des Städteensembles, siehe Bienerstraße 1. | BDA-Hist.: Q37784449 Status: Bescheid Stand der BDA-Liste: 2025-06-30 Name: Bürgerhaus GstNr.: .76 |
| ja    | Datei hochladen | Ehem. Bergrichterhaus HERIS-ID: 100471 Objekt-ID: 116699 TKK: 19397seit 2013                                   | Südtirolerstraße 19 Standort KG: Rattenberg              | Teil des Städteensembles, siehe Bienerstraße 1. | BDA-Hist.: Q37784459 Status: Bescheid Stand der BDA-Liste: 2025-06-30 Name: Ehem. Bergrichterhaus GstNr.: .75                                                                                               |
| ja    | Datei hochladen | Ehem. Klausbräu HERIS-ID: 100474 Objekt-ID: 116702 TKK: 19396seit 2013                                         | Südtirolerstraße 20 Standort KG: Rattenberg              | Teil des Städteensembles, siehe Bienerstraße 1. | BDA-Hist.: Q37784479 Status: Bescheid Stand der BDA-Liste: 2025-06-30 Name: Ehem. Klausbräu GstNr.: .74 |
| ja    | Datei hochladen | Grünerschusterhaus HERIS-ID: 100476 Objekt-ID: 116704 TKK: 19398seit 2013                                      | Südtirolerstraße 21 Standort KG: Rattenberg              | Teil des Städteensembles, siehe Bienerstraße 1. | BDA-Hist.: Q37784492 Status: Bescheid Stand der BDA-Liste: 2025-06-30 Name: Grünerschusterhaus GstNr.: .73                                                                                                  |
| ja    | Datei hochladen | Hufschmiedhaus HERIS-ID: 100485 Objekt-ID: 116713 TKK: 19401seit 2013                                          | Südtirolerstraße 22 Standort KG: Rattenberg              | Teil des Städteensembles, siehe Bienerstraße 1. | BDA-Hist.: Q37784525 Status: Bescheid Stand der BDA-Liste: 2025-06-30 Name: Hufschmiedhaus GstNr.: .72 |
| ja    | Datei hochladen | Oberes Wagnerhaus HERIS-ID: 100486 Objekt-ID: 116714 TKK: 19399seit 2013                                       | Südtirolerstraße 23 Standort KG: Rattenberg              | Teil des Städteensembles, siehe Bienerstraße 1. | BDA-Hist.: Q37784535 Status: Bescheid Stand der BDA-Liste: 2025-06-30 Name: Oberes Wagnerhaus GstNr.: .71                                                                                                   |
| ja    | Datei hochladen | Bürgerhaus, ehem. Handelshaus HERIS-ID: 40084 Objekt-ID: 39976 TKK: 19400                                      | Südtirolerstraße 24 Standort KG: Rattenberg              | Teil des Städteensembles, siehe Bienerstraße 1. | BDA-Hist.: Q37992765 Status: Bescheid Stand der BDA-Liste: 2025-06-30 Name: Bürgerhaus, ehem. Handelshaus GstNr.: .70 Südtirolerstraße 24 (Rattenberg)                                                      |
| ja    | Datei hochladen | Bürgerhaus HERIS-ID: 100488 Objekt-ID: 116716 TKK: 19403seit 2013                                              | Südtirolerstraße 25 Standort KG: Rattenberg              | Teil des Städteensembles, siehe Bienerstraße 1. | BDA-Hist.: Q37784544 Status: Bescheid Stand der BDA-Liste: 2025-06-30 Name: Bürgerhaus GstNr.: .69 Südtirolerstraße 25 (Rattenberg)                                                                         |
| ja    | Datei hochladen | Bürgerhaus HERIS-ID: 100489 Objekt-ID: 116717 TKK: 19402seit 2013                                              | Südtirolerstraße 26 Standort KG: Rattenberg              | Teil des Städteensembles, siehe Bienerstraße 1. | BDA-Hist.: Q37784553 Status: Bescheid Stand der BDA-Liste: 2025-06-30 Name: Bürgerhaus GstNr.: .68, .67/2                                                                                                   |
| ja    | Datei hochladen | Zelgerhaus HERIS-ID: 100490 Objekt-ID: 116718 TKK: 19405seit 2013                                              | Südtirolerstraße 27 Standort KG: Rattenberg              | Teil des Städteensembles, siehe Bienerstraße 1. | BDA-Hist.: Q37784563 Status: Bescheid Stand der BDA-Liste: 2025-06-30 Name: Zelgerhaus GstNr.: .67/1, .67/2                                                                                                 |
| ja    | Datei hochladen | Bürgerhaus HERIS-ID: 100491 Objekt-ID: 116719 TKK: 19406seit 2013                                              | Südtirolerstraße 28 Standort KG: Rattenberg              | Teil des Städteensembles, siehe Bienerstraße 1. | BDA-Hist.: Q37784577 Status: Bescheid Stand der BDA-Liste: 2025-06-30 Name: Bürgerhaus GstNr.: .66 Südtirolerstraße 28 (Rattenberg)                                                                         |
| ja    | Datei hochladen | Bürgerhaus HERIS-ID: 100493 Objekt-ID: 116721 TKK: 19404seit 2013                                              | Südtirolerstraße 29 Standort KG: Rattenberg              | Teil des Städteensembles, siehe Bienerstraße 1. | BDA-Hist.: Q37784589 Status: Bescheid Stand der BDA-Liste: 2025-06-30 Name: Bürgerhaus GstNr.: .65 Südtirolerstraße 29 (Rattenberg)                                                                         |
| ja    | Datei hochladen | Bürgerhaus HERIS-ID: 100495 Objekt-ID: 116723 TKK: 19408seit 2013                                              | Südtirolerstraße 30 Standort KG: Rattenberg              | Teil des Städteensembles, siehe Bienerstraße 1. | BDA-Hist.: Q37784599 Status: Bescheid Stand der BDA-Liste: 2025-06-30 Name: Bürgerhaus GstNr.: .64 Südtirolerstraße 30 (Rattenberg)                                                                         |
| ja    | Datei hochladen | Bürgerhaus HERIS-ID: 100496 Objekt-ID: 116724 TKK: 19407seit 2013                                              | Südtirolerstraße 31 Standort KG: Rattenberg              | Teil des Städteensembles, siehe Bienerstraße 1. | BDA-Hist.: Q37784609 Status: Bescheid Stand der BDA-Liste: 2025-06-30 Name: Bürgerhaus GstNr.: .63 Südtirolerstraße 31 (Rattenberg)                                                                         |
| ja    | Datei hochladen | Bürgerhaus HERIS-ID: 40085 Objekt-ID: 39977 TKK: 19409                                                         | Südtirolerstraße 32 Standort KG: Rattenberg              | Teil des Städteensembles, siehe Bienerstraße 1. | BDA-Hist.: Q37992774 Status: Bescheid Stand der BDA-Liste: 2025-06-30 Name: Bürgerhaus GstNr.: .62 Südtirolerstraße 32 (Rattenberg)                                                                         |
| ja    | Datei hochladen | Nagelschmiedhäuser, Felsenhäuser HERIS-ID: 40086 Objekt-ID: 39978 TKK: 19410                                   | Südtirolerstraße 33 Standort KG: Rattenberg              | Teil des Städteensembles, siehe Bienerstraße 1. | BDA-Hist.: Q37992783 Status: Bescheid Stand der BDA-Liste: 2025-06-30 Name: Nagelschmiedhäuser, Felsenhäuser GstNr.: .60 Nagelschmiedhäuser, Rattenberg                                                     |
| ja    | Datei hochladen | Bier- bzw. Weinkeller der Nagelschmiedhäuser HERIS-ID: 107614 Objekt-ID: 124965 TKK: 19411                     | Südtirolerstraße 33 Standort KG: Rattenberg              | Teil des Städteensembles, siehe Bienerstraße 1. | BDA-Hist.: Q37810536 Status: Bescheid Stand der BDA-Liste: 2025-06-30 Name: Bier- bzw. Weinkeller der Nagelschmiedhäuser GstNr.: .61                                                                        |
| ja    | Datei hochladen | Florianbrunnen HERIS-ID: 105357 Objekt-ID: 122335 TKK: 19436                                                   | Südtirolerstraße 33, in der Nähe Standort KG: Rattenberg | Die rechteckige Brunnenschale aus Hagauer Marmor hat eine wuchtige, spätgotische Brunnensäule und eine moderne Aufsatzfigur des hl. Florian von Peter Schneider aus dem Jahre 1955. Die Statue des Florians wurde ursprünglich als Brunnenfigur für den Stadtbrunnen am Sparkassenplatz geschaffen, anfangs der 1970er Jahre wurde sie von dort entfernt. | BDA-Hist.: Q37805234 Status: Bescheid Stand der BDA-Liste: 2025-06-30 Name: Florianbrunnen GstNr.: 63 Florianbrunnen, Rattenberg                                                                            |
| ja    | Datei hochladen | Altes Rathaus HERIS-ID: 15296 Objekt-ID: 11540 TKK: 2131                                                       | Südtirolerstraße 34 Standort KG: Rattenberg              | Teil des Städteensembles, siehe Bienerstraße 1. | BDA-Hist.: Q37773897 Status: Bescheid Stand der BDA-Liste: 2025-06-30 Name: Altes Rathaus GstNr.: .59 Rattenberg, altes Rathaus                                                                             |
| ja    | Datei hochladen | Gegenschreiberhaus HERIS-ID: 100613 Objekt-ID: 116864 TKK: 19412seit 2013                                      | Südtirolerstraße 35 Standort KG: Rattenberg              | Teil des Städteensembles, siehe Bienerstraße 1. | BDA-Hist.: Q37784949 Status: Bescheid Stand der BDA-Liste: 2025-06-30 Name: Gegenschreiberhaus GstNr.: .58 Südtirolerstraße 35 (Rattenberg)                                                                 |
| ja    | Datei hochladen | Bürgerhaus HERIS-ID: 111818 Objekt-ID: 129828 TKK: 121896seit 2013                                             | Südtirolerstraße 36 Standort KG: Rattenberg              | Teil des Städteensembles, siehe Bienerstraße 1. | BDA-Hist.: Q37826905 Status: Bescheid Stand der BDA-Liste: 2025-06-30 Name: Bürgerhaus GstNr.: .57 |
| ja    | Datei hochladen | Bürgerhaus HERIS-ID: 111828 Objekt-ID: 129838 TKK: 121897seit 2013                                             | Südtirolerstraße 37 Standort KG: Rattenberg              | Teil des Städteensembles, siehe Bienerstraße 1. | BDA-Hist.: Q37826985 Status: Bescheid Stand der BDA-Liste: 2025-06-30 Name: Bürgerhaus GstNr.: .56 |
| ja    | Datei hochladen | Bürgerhaus HERIS-ID: 100618 Objekt-ID: 116869 TKK: 19414seit 2013                                              | Südtirolerstraße 38 Standort KG: Rattenberg              | Teil des Städteensembles, siehe Bienerstraße 1. | BDA-Hist.: Q37784960 Status: Bescheid Stand der BDA-Liste: 2025-06-30 Name: Bürgerhaus GstNr.: .55 |
| ja    | Datei hochladen | Peckenpfister HERIS-ID: 100627 Objekt-ID: 116878 TKK: 19415seit 2013                                           | Südtirolerstraße 39 Standort KG: Rattenberg              | Teil des Städteensembles, siehe Bienerstraße 1. | BDA-Hist.: Q37784982 Status: Bescheid Stand der BDA-Liste: 2025-06-30 Name: Peckenpfister GstNr.: .54 |
| ja    | Datei hochladen | Bürgerhaus HERIS-ID: 100631 Objekt-ID: 116882 TKK: 19417seit 2013                                              | Südtirolerstraße 40 Standort KG: Rattenberg              | Teil des Städteensembles, siehe Bienerstraße 1. | BDA-Hist.: Q37784991 Status: Bescheid Stand der BDA-Liste: 2025-06-30 Name: Bürgerhaus GstNr.: .53/1, .53/2                                                                                                 |
| ja    | Datei hochladen | Gasthaus Kremerbräu HERIS-ID: 40087 Objekt-ID: 39979 TKK: 19416                                                | Südtirolerstraße 41 Standort KG: Rattenberg              | Teil des Städteensembles, siehe Bienerstraße 1. | BDA-Hist.: Q37992793 Status: Bescheid Stand der BDA-Liste: 2025-06-30 Name: Kisslinger, ehem. Gasthof Kremerbräu GstNr.: .52                                                                                |
| ja    | Datei hochladen | Kremerbrunnen (Krämerbrunnen) HERIS-ID: 105368 Objekt-ID: 122347 TKK: 19434                                    | bei Südtirolerstraße 41 Standort KG: Rattenberg          | | BDA-Hist.: Q37805262 Status: Bescheid Stand der BDA-Liste: 2025-06-30 Name: Kremerbrunnen (Krämerbrunnen) GstNr.: 64/2 Kremerbrunnen (Rattenberg)                                                           |
| ja    | Datei hochladen | Laubengang und Torhaus am Kremerplatzl HERIS-ID: 107518 Objekt-ID: 124859 TKK: 121899seit 2013                 | bei Südtirolerstraße 42 Standort KG: Rattenberg          | Teil des Städteensembles, siehe Bienerstraße 1. | BDA-Hist.: Q37810375 Status: Bescheid Stand der BDA-Liste: 2025-06-30 Name: Laubengang und Torhaus am Kremerplatzl GstNr.: .51, 64/2                                                                        |
| ja    | Datei hochladen | Ehem. Gasthof Zum Goldenen Kreuz HERIS-ID: 100636 Objekt-ID: 116902 TKK: 19419seit 2013                        | Südtirolerstraße 42 Standort KG: Rattenberg              | Teil des Städteensembles, siehe Bienerstraße 1. | BDA-Hist.: Q37785030 Status: Bescheid Stand der BDA-Liste: 2025-06-30 Name: Ehem. Gasthof Zum Goldenen Kreuz GstNr.: .51                                                                                    |
| ja    | Datei hochladen | Bürgerhaus HERIS-ID: 100637 Objekt-ID: 116903 TKK: 19418seit 2013                                              | Südtirolerstraße 43 Standort KG: Rattenberg              | Teil des Städteensembles, siehe Bienerstraße 1. | BDA-Hist.: Q37785043 Status: Bescheid Stand der BDA-Liste: 2025-06-30 Name: Bürgerhaus GstNr.: .50 |
| ja    | Datei hochladen | Bürgerhaus HERIS-ID: 40088 Objekt-ID: 39980 TKK: 19420                                                         | Südtirolerstraße 44 Standort KG: Rattenberg              | Teil des Städteensembles, siehe Bienerstraße 1. | BDA-Hist.: Q37992803 Status: Bescheid Stand der BDA-Liste: 2025-06-30 Name: Bürgerhaus GstNr.: .49 |
| ja    | Datei hochladen | Bürgerhaus HERIS-ID: 100638 Objekt-ID: 116904 TKK: 19421seit 2013                                              | Südtirolerstraße 45 Standort KG: Rattenberg              | Teil des Städteensembles, siehe Bienerstraße 1. | BDA-Hist.: Q37785051 Status: Bescheid Stand der BDA-Liste: 2025-06-30 Name: Bürgerhaus GstNr.: .48 |
| ja    | Datei hochladen | Bürgerhaus HERIS-ID: 100645 Objekt-ID: 116911 TKK: 19422seit 2013                                              | Südtirolerstraße 46 Standort KG: Rattenberg              | Teil des Städteensembles, siehe Bienerstraße 1. | BDA-Hist.: Q37785082 Status: Bescheid Stand der BDA-Liste: 2025-06-30 Name: Bürgerhaus GstNr.: .47 |
| ja    | Datei hochladen | Bürgerhaus HERIS-ID: 40089 Objekt-ID: 39981 TKK: 19423                                                         | Südtirolerstraße 47 Standort KG: Rattenberg              | Teil des Städteensembles, siehe Bienerstraße 1. | BDA-Hist.: Q37992813 Status: Bescheid Stand der BDA-Liste: 2025-06-30 Name: Bürgerhaus GstNr.: .46/1, .46/2                                                                                                 |
| ja    | Datei hochladen | Gasthof Zum Kanzler Biener, ehem. Zum Goldenen Hirschen HERIS-ID: 100653 Objekt-ID: 116919 TKK: 19424seit 2013 | Südtirolerstraße 48 Standort KG: Rattenberg              | Teil des Städteensembles, siehe Bienerstraße 1. | BDA-Hist.: Q37785094 Status: Bescheid Stand der BDA-Liste: 2025-06-30 Name: Gasthof Zum Kanzler Biener, ehem. Zum Goldenen Hirschen GstNr.: .45 Südtirolerstraße 48 (Rattenberg)                            |
| ja    | Datei hochladen | Viertelhaus, Laimgrubenhaus HERIS-ID: 100665 Objekt-ID: 116931 TKK: 19425seit 2013                             | Südtirolerstraße 49 Standort KG: Rattenberg              | Teil des Städteensembles, siehe Bienerstraße 1. | BDA-Hist.: Q37785134 Status: Bescheid Stand der BDA-Liste: 2025-06-30 Name: Viertelhaus, Laimgrubenhaus GstNr.: .44 Südtirolerstraße 49 (Rattenberg)                                                        |
| ja    | Datei hochladen | Gasthof Zur goldenen Sonne/Zur Post HERIS-ID: 40090 Objekt-ID: 39982 TKK: 19427                                | Südtirolerstraße 50 Standort KG: Rattenberg              | Teil des Städteensembles, siehe Bienerstraße 1. | BDA-Hist.: Q37992823 Status: Bescheid Stand der BDA-Liste: 2025-06-30 Name: Gasthof Zur goldenen Sonne/Zur Post GstNr.: .43                                                                                 |
| ja    | Datei hochladen | Greifenhaus, ehem. Gasthof Zum Goldenen Greifen HERIS-ID: 100667 Objekt-ID: 116933 TKK: 19426seit 2013         | Südtirolerstraße 51 Standort KG: Rattenberg              | Teil des Städteensembles, siehe Bienerstraße 1. | BDA-Hist.: Q37785160 Status: Bescheid Stand der BDA-Liste: 2025-06-30 Name: Greifenhaus, ehem. Gasthof Zum Goldenen Greifen GstNr.: .35                                                                     |
| ja    | Datei hochladen | Bürgerhaus HERIS-ID: 100982 Objekt-ID: 117264 TKK: 19385seit 2013                                              | Südtirolerstraße 68 Standort KG: Rattenberg              | Teil des Städteensembles, siehe Bienerstraße 1. | BDA-Hist.: Q37786282 Status: Bescheid Stand der BDA-Liste: 2025-06-30 Name: Bürgerhaus GstNr.: .31 Südtirolerstraße 68 (Rattenberg)                                                                         |
| ja    | Datei hochladen | Radfelder-/Neutor HERIS-ID: 112024 Objekt-ID: 130075 TKK: 121903seit 2013                                      | Bienerstraße 78, bei Standort KG: Rattenberg             | Teil der Stadtmauer, siehe Pründl-/Kundler Tor. | BDA-Hist.: Q37828168 Status: Bescheid Stand der BDA-Liste: 2025-06-30 Name: Radfelder-/Neutor GstNr.: .14, .13, 63 Radfelder Tor, Rattenberg                                                                |